# Windows SideShow
Windows SideShow est une technologie développée par Microsoft et introduite avec la version Windows Vista du système d'exploitation Windows.
Elle est conçue pour fournir diverses informations (telles que le nombre de courriers électroniques non lus, ou des flux RSS) sur un écran secondaire à une machine fonctionnant sous Windows,. SideShow s'intègre avec les fonctionnalités Microsoft Gadgets (en) de Windows Vista et Windows 7 et s'intègre également avec d'autres applications tel que le Windows Media Center. 
Cette fonctionnalité a été abandonnée avec l'arrivée de Windows 8.1.